# Крейг Сімпсон
Крейг Ендрю Сімпсон (англ. Craig Andrew Simpson; 15 лютого 1967, м. Лондон, Канада) — канадський хокеїст, лівий нападник.
Виступав за Мічиганський університет (NCAA), «Піттсбург Пінгвінс», «Едмонтон Ойлерс», «Баффало Сейбрс».
В чемпіонатах НХЛ — 634 матчі (247+250), у турнірах Кубка Стенлі — 67 матчів (36+29).
Досягнення
- Володар Кубка Стенлі (1988, 1990).